# Mrkolesje
Mrkolesje ali Rhovanion je ogromen star gozd ob vzhodnem pobočju Meglenega gorovja, južno od Sivih planin (Ered Mithrin).
Je tudi bivališče gozdnih in sivih vilinov (Sindarjev), ki živijo na severovzhodnem delu gozda, v bližini Ereborja.
Skozi gozd teče Pragozdna reka ter Začarana reka. Skozi gozd tečeta tudi dve poti. Na severu Pragozdna steza, na jugu pa Stara Pragozdna pot,ki je bolj utrjena. V središču so Mrkolesne gore in gozdarska naselbina, na jugu pa trdnjava Dol Guldor. V Mrkolesju so dolgo časa živeli velikanski pajki, potomci Šelob.
Ob koncu Vojne za prstan Celeborn in Galadriel uničita trdnjavo Dol Guldor na jugu Mrkolesja. Medtem Thranduil premaga Sauronove sile na severu Mrkolesja. Očistijo vse dele gozda pajkov in drugih zleh bitij. Celeborn in Thranduil se srečata sredini in preimenujeta Mrkolesje v Eryn Lasgalen - Zelenolistni gozd. 